# Xenokrati
Xenokrati (av grek. xenos, "främling", och kratein, "härska"), kallas främlingars övervälde i ett land genom till exempel militär ockupation. Ett exempel är då Tyskland ockuperade Danmark under andra världskriget.